# Ariobarzanes III Eusebes Filoromajos
Ariobarzanes III Eusebes Filoromajos (gr. Ἀριοϐαρζάνης, Ariobarzánēs) (zm. 42 p.n.e.) – król Kapadocji od 52 p.n.e. do swej śmierci. Król Małej Armenii w latach 47-44 p.n.e. Syn króla Kapadocji Ariobarzanesa II Filopatora i królowej Atenais II Filostorgos, córki króla Pontu Mitrydatesa VI Eupatora Dionizosa.
Senat rzymski uzgodnił, że Ariobarzanes III miał zostać następcą ojca na tronie Kapadocji. Cyceron, gubernator Cylicji, zanotował, że był otoczony przez nieprzyjaciół, którzy włączyli jego matkę do swego grona. Początkowo mocno popierał Pompejusza Wielkiego w jego rzymskiej wojnie domowej. Opuścił jego stronę, gdy Gajusz Juliusz Cezar pokonał go w bitwie pod Farsalos na terenie Tesalii w r. 48 p.n.e. Rok później, w r. 47 p.n.e., Cezar pojawił się w Kapadocji. Pokonał Farnakesa II Filoromajosa, króla Pontu i Bosporu, w bitwie pod Zelą. Nadał Ariobarzanesowi III, siostrzeńcowi Farnakesa II, nowe terytoria wraz z Małą Armenią. Po śmierci darczyńcy, Ariobarzanes III utracił nowe ziemie. Gajusz Kasjusz Longinus, jednego z zabójców Cezara, obejmując kontrolę nad Azją Mniejszą, kazał zabić króla Kapadocji. Wyrok wykonano w r. 42 p.n.e. Kasjusz zastąpił zamordowanego jego młodszym bratem Ariaratesem X Eusebesem Filadelfem.